# Кульчицький Кость Кузьмович
Кульчицький Кость Кузьмович (нар. 1915) — український актор.
Народився 1915 р. З 1937 р. працював у Київському українському драматичному театрі ім. І. Франка.
Учасник Великої Вітчизняної війни, має бойові нагороди.
У кіно — з 1952 року, знявся більш ніж в двадцяти картинах.

## Фільмографія
- «В степах України» (1952, дід Тарас)
- «Украдене щастя» (1952, Калинич)
- «Над Черемошем» (1954, Качмала)
- «Земля» (1954, Гість)
- «Далеке і близьке» (1957, дід Свирид)
- «Орлятко» (1957, Кавун)
- «Правда» (1957, епіз.)
- «Народжені бурею» (1957, Воробейко)
- «Прапори на баштах» (1958, епіз.)
- «Веселка» (1959, Самогал)
- «Зелений фургон» (1959, хазяїн фургону)
- «Як посварились Іван Іванович з Іваном Никифоровичем» (1959, епіз.)
- «Коли починається юність» (1959, Хоменко)
- «Чорноморочка» (1959, Паляничка)
- «Літак відлітає о 9-й» (1960, епіз.)
- «Тронка» (1971)
- «Не мине й року ...» (1974, Іван Романович)

та ін.